# Ню Делхи
Ню Делхи (на хинди: नई दिल्ली; на пенджабски: ਨਵੀਂ ਦਿੱਲੀ; на английски: New Delhi; на урду: نئی دلی; на бенгалски: নতুন দিল্লি) е официалната столица на Индия, намираща се в метрополиса Делхи. Заема територия от само 42,7 km². Тук е седалището на федералното правителство на Индия и правителството на Делхи.
Проектиран е от Едуин Лъчънс – водещ британски архитект от 20 век. Ню Делхи се слави със своите широки, засадени с дървета, булеварди. В този район са разположени многочислени национални учреждения и забележителности.

## Известни личности
Родени в Ню Делхи
- Аджай Девган (р. 1969), актьор
- Киран Десаи (р. 1971), писателка
- Акшай Кумар (р. 1967), актьор
- Мадхубала (1933 – 1969), актриса
- Сидхарт Малхотра (р. 1985), актьор
- Дивябх Манчанда (р. 1954), дипломат
- Майкъл Радфорд (р. 1946), британски режисьор
- Сейф Али Хан (р. 1970), актьор
- Шах Рук Хан (р. 1965), актьор
- Бхумика Чаула (р. 1978), актриса
- Дийпак Чопра (р. 1946), мистик

Починали в Ню Делхи
- Индира Ганди (1917 – 1984), политик
- Махатма Ганди (1869 – 1948), политик
- Джавахарлал Неру (1889 – 1964), политик
- Амрита Притам (1919 – 2005), писателка
- Мегнад Саха (1893 – 1956), физик
- Хазрат Инаят Хан (1882 – 1927), музикант